# Ung Huot
Ung Huot (en khmer : អ៊ឹង ហួត) (né le 1er janvier 1945 à Kandal), est un homme politique cambodgien, Premier ministre du 16 juillet 1997 au 30 novembre 1998.

## Biographie
En 1971, profitant d’une bourse allouée dans le cadre du plan de Colombo, Ung Huot part étudier les sciences de gestion en Australie. À la fin de son cursus, en 1975, il décidera de différer son retour au Cambodge, décision qui, il le reconnaîtra, lui sauvera la vie ; la plupart de ses collègues qui avaient choisi de rentrer figureront parmi les victimes des massacres khmers rouges. Il obtient la nationalité australienne et travaille une dizaine d’années dans les télécommunications. À la chute du régime de Pol Pot il s’impliquera dans la politique et deviendra président de l’antenne australienne du FUNCINPEC entre 1982 et 1989. Après les accords de paix de Paris de 1991, il retournera au Cambodge et sera directeur de campagne de la formation sihanoukiste à Phnom Penh pour les élections de 1993. Lors de la formation du gouvernement qui allait suivre, il héritera du portefeuille de ministre de l’éducation.
En 1994, à la suite de la démission du prince Norodom Sirivudh, il succédera à ce dernier en tant que ministre des Affaires étrangères et laissera l’éducation à Tol Lah (តុល ឡោះ en khmer).
En juillet 1997, une crise politique qui couvait depuis des années entre les deux partis de la coalition gouvernementale dégénère en lutte armée et débouche sur l’éviction du premier Premier ministre Norodom Ranariddh (FUNCINPEC) par Hun Sen, second Premier ministre et membre du Parti du peuple cambodgien. La communauté internationale dénonce Hun Sen comme fauteur de trouble, les États-Unis suspendent leur aide au Cambodge et les investissements étrangers dans le pays s'effondrent. Hun Sen, pour sa part, nie avoir mené un coup d'État et donne une apparence de légalité à son coup de force en demeurant au poste de « Second Premier ministre », tandis que Ung Huot prend la place de Ranariddh.
En juillet 1998, de nouvelles élections ont lieu, qui voient la formation de Hun Sen remporter 64 des 122 sièges en lice ; le FUNCINPEC (Norodom Ranariddh), affaibli notamment par les événements de l’année précédente, doit pour sa part se contenter de 43 sièges. Toutefois, si le parti du peuple cambodgien avait obtenu la majorité absolue des sièges, conformément à l’article 90 de la Constitution, il avait besoin de l’aval d’au moins deux tiers des députés pour former le nouveau gouvernement.
Les autres formations, qui n’avaient aucune envie de collaborer avec le second Premier ministre bloqueront le processus. Le gouvernement précédent restait au pouvoir pour régler les affaires courantes alors que la plupart des projets de reconstruction se trouvaient bloqués dans l’attente de voir quelle serait l’issue de la crise. Chaque camp en appelait au roi pour sortir du marasme, mais personne n’était disposé à faire des concessions. Ranariddh, dirigeant du FUNCINPEC et qui avait le plus à perdre dans ce jeu de dupes, finit par accepter un accord qui sera entériné le 13 novembre et qui fera de Hun Sen le seul Premier ministre, avalisant de fait la fin du mandat d'Ung Huot.